# Таймфрейм

Графік японських свічок EUR / USD за жовтень 2009 року, денний таймфрейм

Таймфрейм (англ. time-frame) іноді торговий період — інтервал часу, який використовується для групування котирувань при побудові елементів цінових графіків (бару, японської свічки, точки лінійного графіка).
Із загального потоку котирувань за обраний торговий період зазвичай зберігають в архівах тільки ціни відкриття, максимальну, мінімальну і закриття, а також підраховують сумарний обсяг угод, наприклад, кількість проданих за цей час акцій (англ. open, high, low, close, volume). Для деяких видів графіків можуть використовуватись не всі ці дані. Наприклад, лінійний графік будують лише за одним обраним параметром ціни (зазвичай, за ціною закриття), графік кагі може будуватись або лише за цінами закриття, або використовувати максимальні та мінімальні значення ціни.
Дуже часто торговий період використовують в назві графіка ціни: хвилинний (кожен елемент графіка будується на підставі даних за 1 хвилину), п'ятнадцятихвилинний, годинний, денний (на малюнку), тижневий.
Поширеною помилкою є міркування, що «годинний» графік показує у вікні докладний рух ціни за 1 годину. «Годинний» означає, що один найменший елемент графіку формується протягом однієї години, а у вікні годинного графіку може міститися історія за кілька календарних місяців.
Чим детальнішу історію потрібно роздивитися, тим менший торговий період потрібно вибрати. Для відображення рухів усередині одного дня використовують графіки від хвилинного до годинного. Для огляду історичних проміжків в декілька років зазвичай використовують денний або навіть тижневий графіки.
Для позначення торгових періодів найчастіше використовують скорочений запис у вигляді латинської літери для позначення відрізку часу і числового визначення їх кількості в періоді:
- M — хвилина (M1 — хвилинний період, M10 — десятихвилинний період).
- H — година (H1 — годинний період, H4 — чотиригодинний період).
- D — день (D або D1 — денний період).
- W — тиждень (W або W1 іноді Wk — тижневий період).
- MN — місяць (MN або Mo — місячний період).
- Y — рік (Y або Y1 — річний період).